# Hurlach
Hurlach er en kommune i Landkreis Landsberg am Lech, Regierungsbezirk Oberbayern i den tyske delstat Bayern. Den er en del af Verwaltungsgemeinschaft Igling.

## Inddeling
- Hurlach
- Kolonie Hurlach

## Historie
Hurlach hørte under Friherrene von Donnersberg. Byen var en del af Kurfyrstedømmet Bayern og udgjorde en lukket Hofmark, med Hurlach som sæde.
Kolonie Hurlach var indtil 1945 KZ-lejr under Außenkommandos Landsberg/Kaufering.